# Jean-François Girard (1733-1810)
Pour les articles homonymes, voir Jean-François Girard.
Jean-François Girard est un homme d'Église et un politicien français né le 1er octobre 1733 à Laval dans l'ancienne province du Maine et mort le 30 mai 1810 à Lorris dans le département du Loiret.
Il est élu sous la Révolution française à un poste de député.

## Biographie
Jean-François Girard naît à Laval le 1er octobre 1733 dans l'ancienne province du Maine du Royaume de France sous le règne du roi Louis XV.
Curé de la commune de Lorris, il est élu député représentant le clergé dans le bailliage de Montargis pour les États généraux de 1789.
Il meurt le 30 mai 1810 à Lorris à l'âge de 76 ans sous le Premier Empire.